# Hamburg-Bergedorf
Bergedorf ist ein Stadtteil im gleichnamigen Bezirk in Hamburg. Der Stadtteil bildet das kulturelle und wirtschaftliche Zentrum des Bezirks.

## Geographie
Bergedorf liegt im Südosten Hamburgs, unmittelbar an der Landesgrenze zum schleswig-holsteinischen Wentorf und Reinbek. Der Stadtteil wird von der Bille durchflossen und liegt am bzw. teilweise auf dem Geestrücken am Elbe-Urstromtal.
Der heutige Stadtteil umfasst weitestgehend das Gebiet der ehemals selbstständigen Stadt Bergedorf. Lediglich die westlich der Bille gelegenen Gebiete Nettelnburg und Bergedorf-West gehörten seinerzeit nicht zum Stadtgebiet.
Zum 1. Januar 2011 wurde die ab 1982 entstandene Neubausiedlung Neu-Allermöhe Ost dem neu gebildeten Stadtteil Neuallermöhe zugeordnet. Zugleich wurde die Grenze zum südlich von Bergedorf gelegenen Stadtteil Allermöhe entlang der Bundesautobahn 25 begradigt und dabei die Siedlung Alt-Nettelnburg Bergedorf zugeordnet und eine geringfügige Änderung der Grenze zum westlich gelegenen Billwerder vorgenommen.

## Name
Der Name bezieht sich auf die Lage am Geesthang und den Höhenunterschied zu den benachbarten flachen Vier- und Marschlanden, obgleich Bergedorf genau genommen an keinem Berg liegt. Die sächsischen Siedler, die hier vermutlich bereits vor dem Jahr 1000 lebten, wurden Berger genannt. Im Laufe der Geschichte wurden für das Städtchen verschiedene Abwandlungen der Bezeichnung verwendet, so um 1162 Bergidorpe, auch Bergirdorpe und Bergerdorp, 1275 Berjerdorp und 1349 Berghdorpe.

## Geschichte
1162 erfolgte die erste urkundliche Erwähnung des Ortes. 1275 stieg der Ort zur Stadt auf. Die längste Zeit ihres Bestehens – von 1420 bis 1867 – stand sie unter beiderstädtischer Verwaltung Hamburgs und Lübecks, ab 1868 zählte es als Gemeinde zur Landherrenschaft Bergedorf und ab 1924 als selbständige Stadt zum Hamburgischen Landgebiet. Im Rahmen des Groß-Hamburg-Gesetzes wurde Bergedorf 1938 eingemeindet und zu einem Hamburger Stadtteil.

## Statistik
- Anteil der unter 18-Jährigen: 17,9 % [Hamburger Durchschnitt: 16,8 % (2023)][3]
- Anteil der über 64-Jährigen: 20,1 % [Hamburger Durchschnitt: 17,8 % (2023)]
- Ausländeranteil: 19,7 % [Hamburger Durchschnitt: 20,7 % (2023)]
- Arbeitslosenquote: 6,3 % [Hamburger Durchschnitt: 6,2 % (2023)]

Das durchschnittliche Einkommen je Steuerpflichtigen beträgt in Bergedorf 43.133 Euro jährlich (2020), der Hamburger Gesamtdurchschnitt liegt bei 48.035 Euro.

## Politik

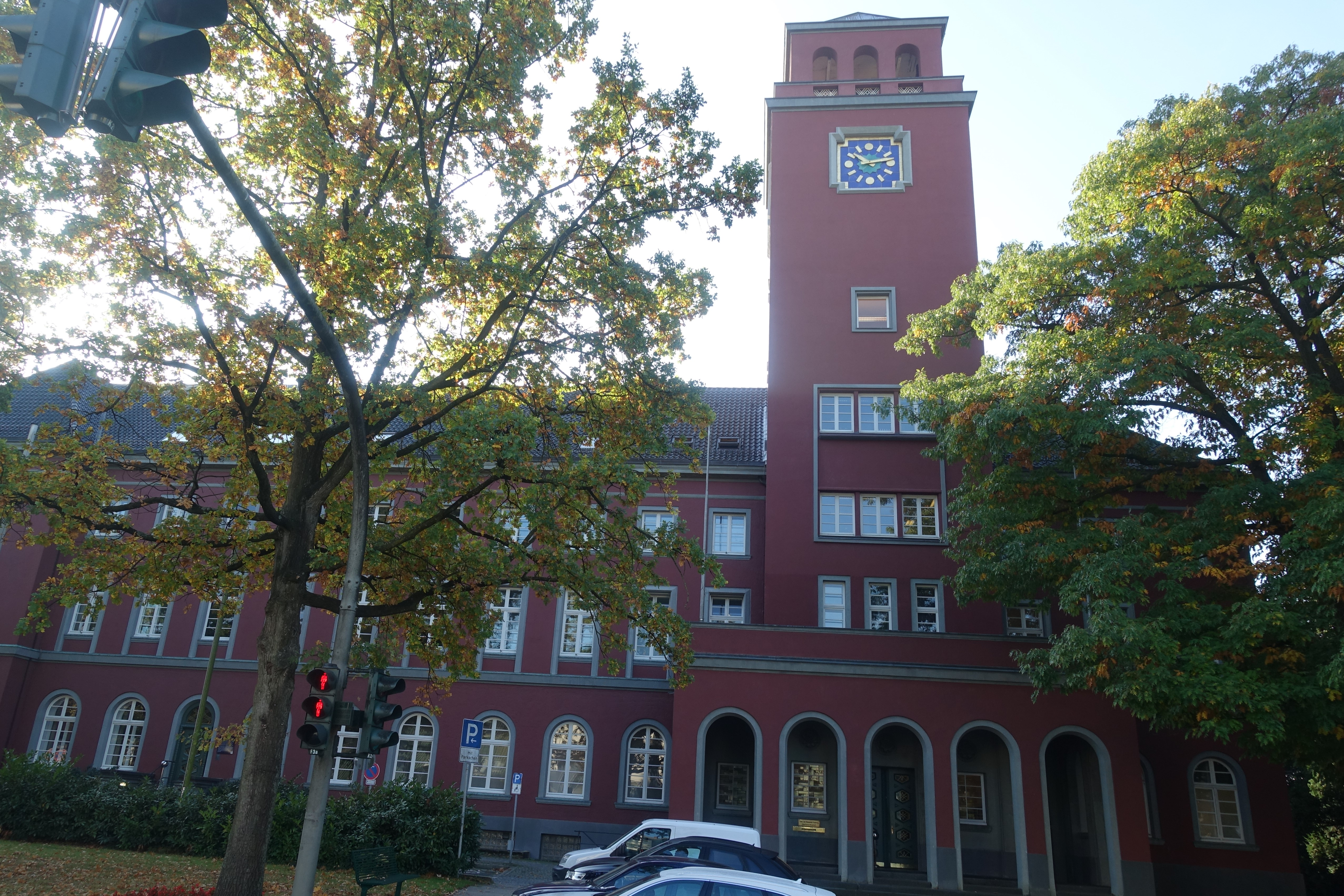
Bergedorfer Rathaus, Sitz des Bezirksamtes und der Bezirksversammlung

Für die Wahl zur Hamburgischen Bürgerschaft gehört Bergedorf zum Wahlkreis Bergedorf. Die Bürgerschaftswahlen 2025, 2020, 2015, 2011, 2008, 2004, 2001, 1997 und 1993 führten zu folgenden Ergebnissen:
| Bürgerschaftswahl | SPD    | CDU    | Grüne 1) | Linke 2) | AfD   | FDP   | Übrige    |
| ----------------- | ------ | ------ | -------- | -------- | ----- | ----- | --------- |
| 2025              | 35,5 % | 19,7 % | 16,1 %   | 10,0 %   | 9,7 % | 1,9 % | 7,1 %     |
| 2020              | 39,2 % | 10,3 % | 22,8 %   | 9,0 %    | 6,7 % | 4,3 % | 7,7 %     |
| 2015              | 48,7 % | 13,2 % | 12,1 %   | 8,1 %    | 6,8 % | 6,6 % | 4,6 %     |
| 2011              | 50,0 % | 20,0 % | 11,1 %   | 6,8 %    | –     | 5,2 % | 6,0 %     |
| 2008              | 36,3 % | 40,4 % | 09,4 %   | 7,4 %    | –     | 3,7 % | 2,7 %     |
| 2004              | 34,0 % | 44,4 % | 11,3 %   | –        | –     | 2,6 % | 7,8 %     |
| 2001              | 39,9 % | 25,1 % | 08,0 %   | 0,3 %    | –     | 4,0 % | 22,7 % 3) |
| 1997              | 39,0 % | 27,6 % | 13,9 %   | 0,5 %    | –     | 2,7 % | 16,3 % 4) |
| 1993              | 44,6 % | 22,0 % | 12,7 %   | –        | –     | 3,3 % | 17,6 % 5) |

Bei den Wahlen zur Bezirksversammlung ist der Stadtteil auf die Wahlkreise „Lohbrügge III / Bergedorf I“ und „Bergedorf II“ aufgeteilt. Bei Bundestagswahlen zählt Bergedorf zum Bundestagswahlkreis Hamburg-Bergedorf – Harburg.

## Kultur und Sehenswürdigkeiten

### Denkmalgeschützte Bauwerke
- Schloss Bergedorf

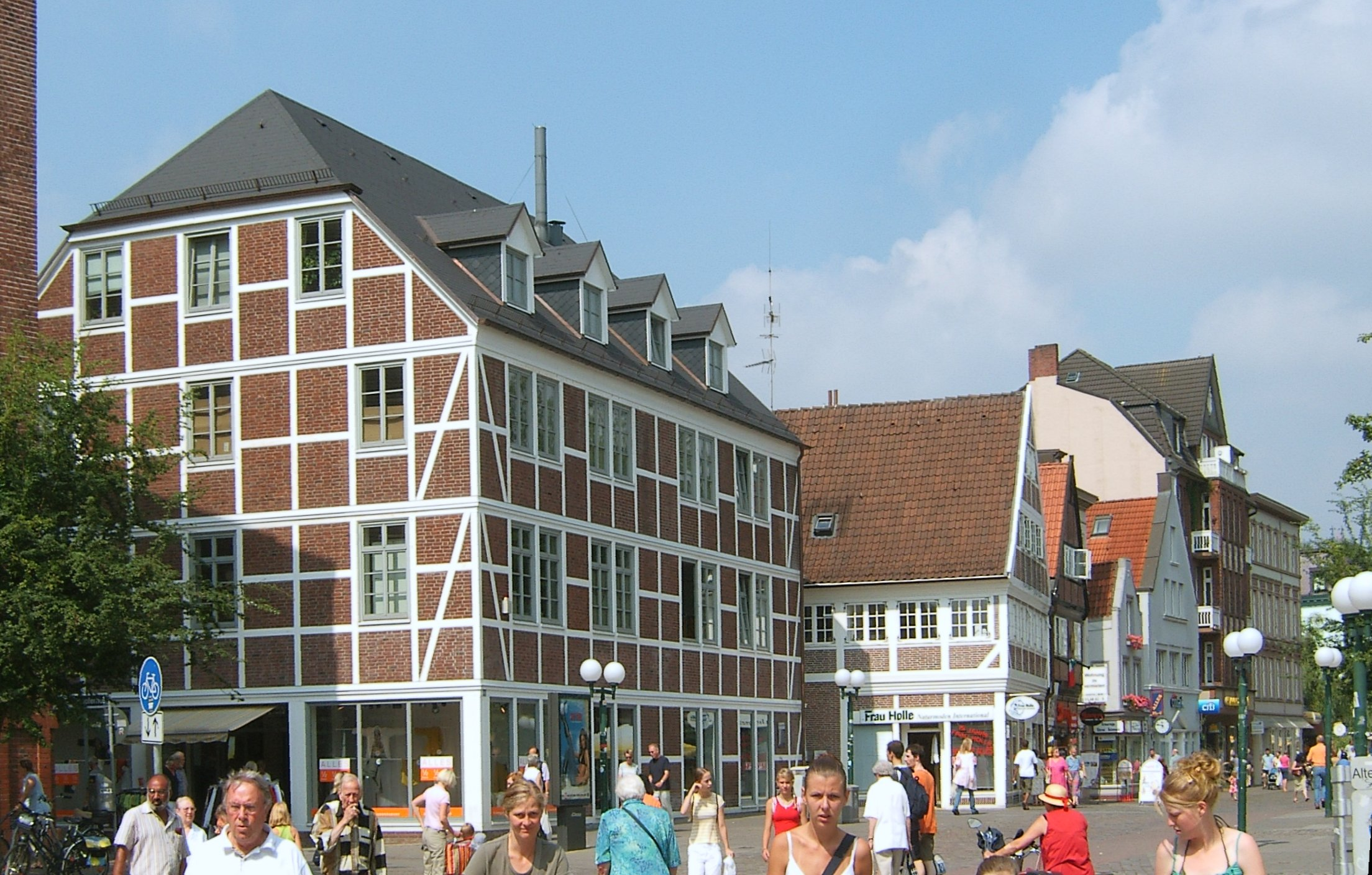
Ehemalige Kornwassermühle, 1208 beim Bau des Billestaudamms (heute: Alte Holstenstraße) angelegt, Neubau 1839. 1868 zur Kornlagerung aufgestockt, bis 1939 in Betrieb. 1974 vereinfachter Neubau

- Kirche St. Petri und Pauli (erbaut 1502) und Hasse-Haus
- Sternwarte Bergedorf, auf dem Gojenberg. Das Bergedorfer Observatorium – bis heute Sitz des Instituts für Astrophysik der Universität Hamburg – wird sich 2014/15 gemeinsam mit der Sternwarte im argentinischen La Plata bei der UNESCO zum Weltkulturerbe bewerben.
- Alter Bahnhof Bergedorf, der Hamburg-Bergedorfer Eisenbahn, zweitältestes erhaltenes Bahnhofsgebäude Deutschlands
- Amtsgericht Hamburg-Bergedorf
- Bergedorfer Windmühle, ein Galerieholländer
- Bergedorfer Wasserturm von 1903 auf dem Pfingstberg
- Wohngebäude Rosenhof von 1910
- Gasthof Stadt Hamburg, Kornwassermühle mit Brauhaus und Branntweinbrennerei von 1713 und weiterem Giebelhaus aus dem 17./18. Jahrhundert als Fachwerkensemble
- Ältestes Schulgebäude Hamburgs in der Straße Am Brink – heute Rudolf-Steiner-Schule Bergedorf

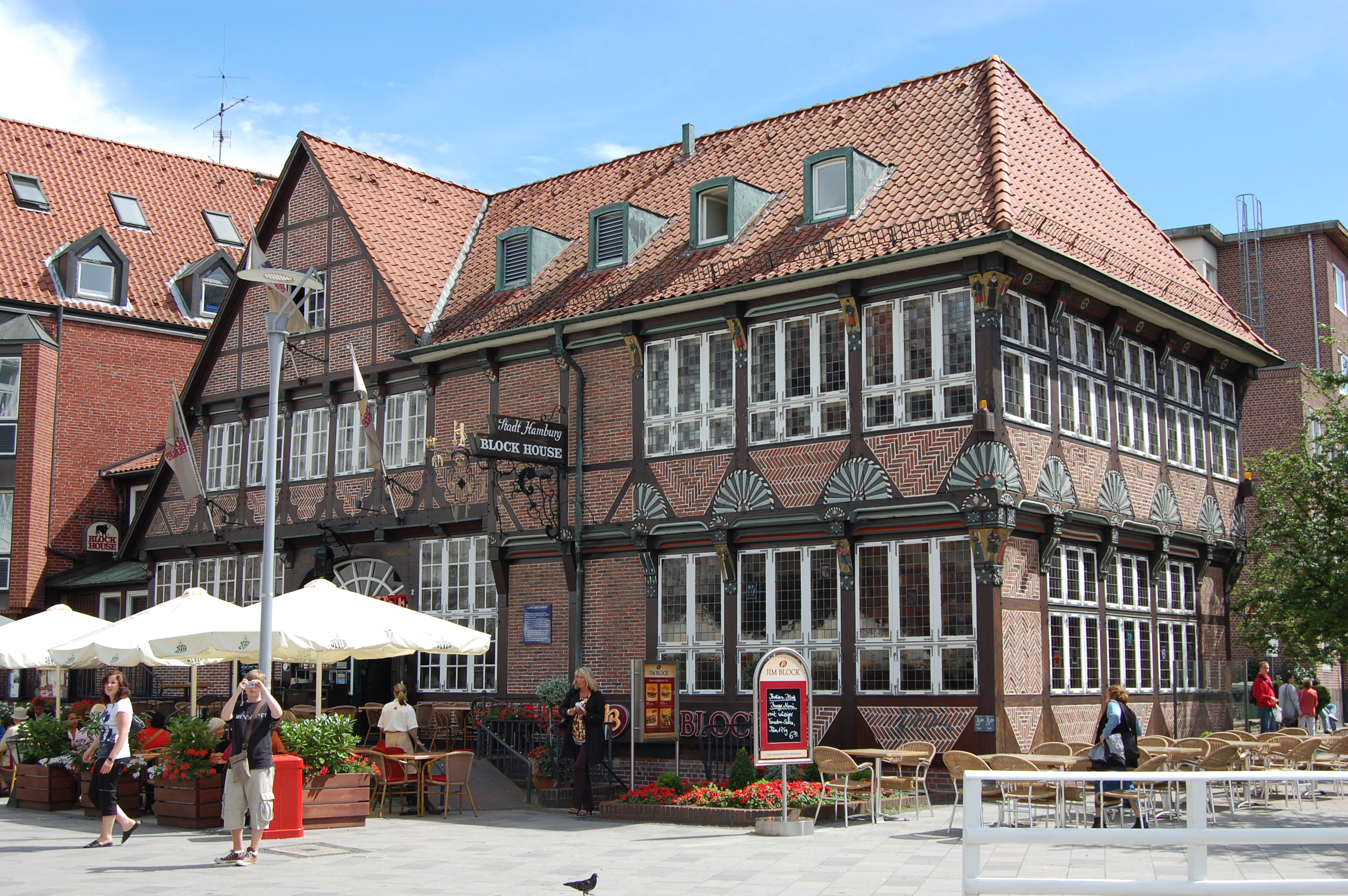
Gasthof Stadt Hamburg
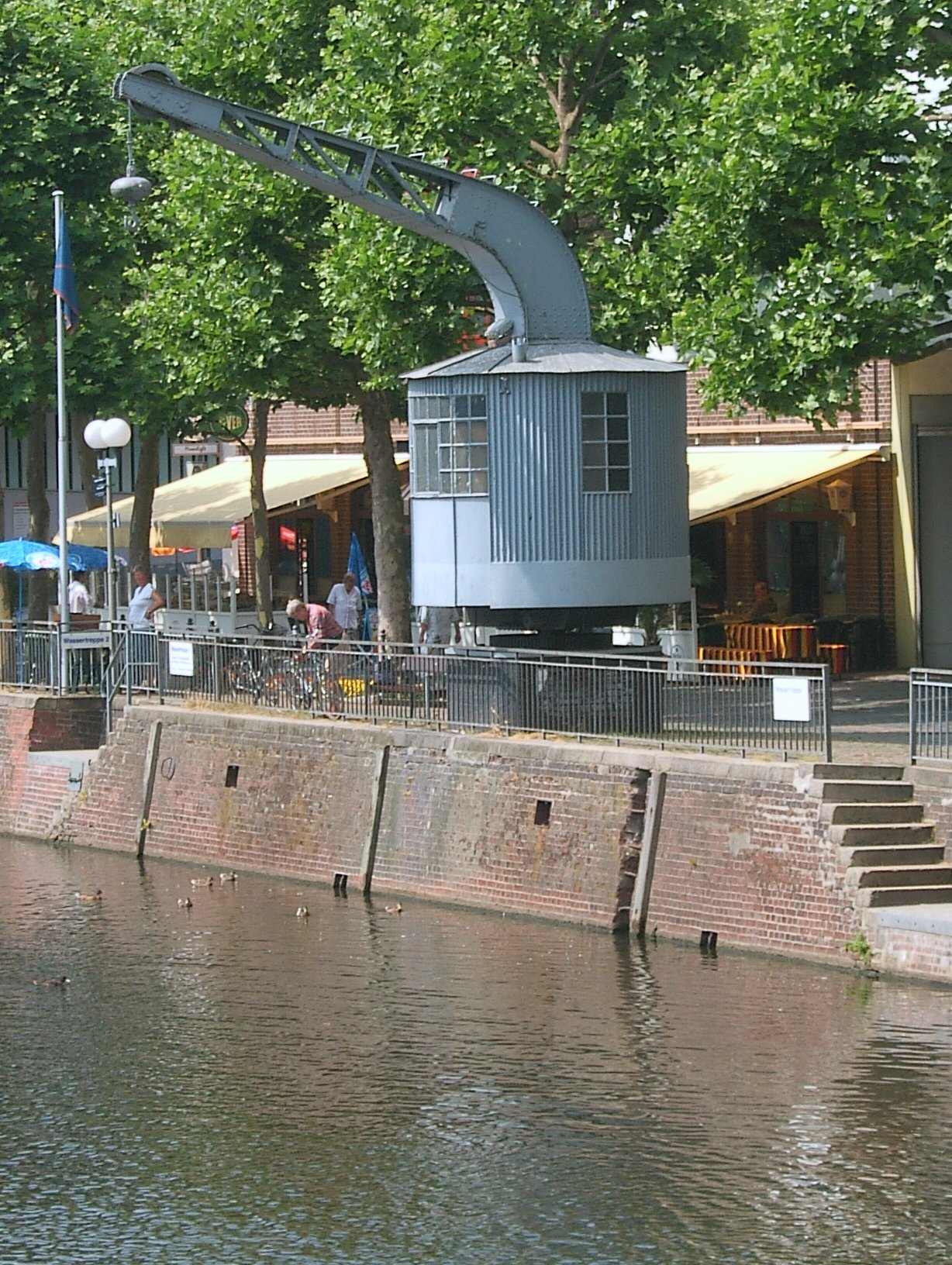
Historischer Hafenkran am Serrahn
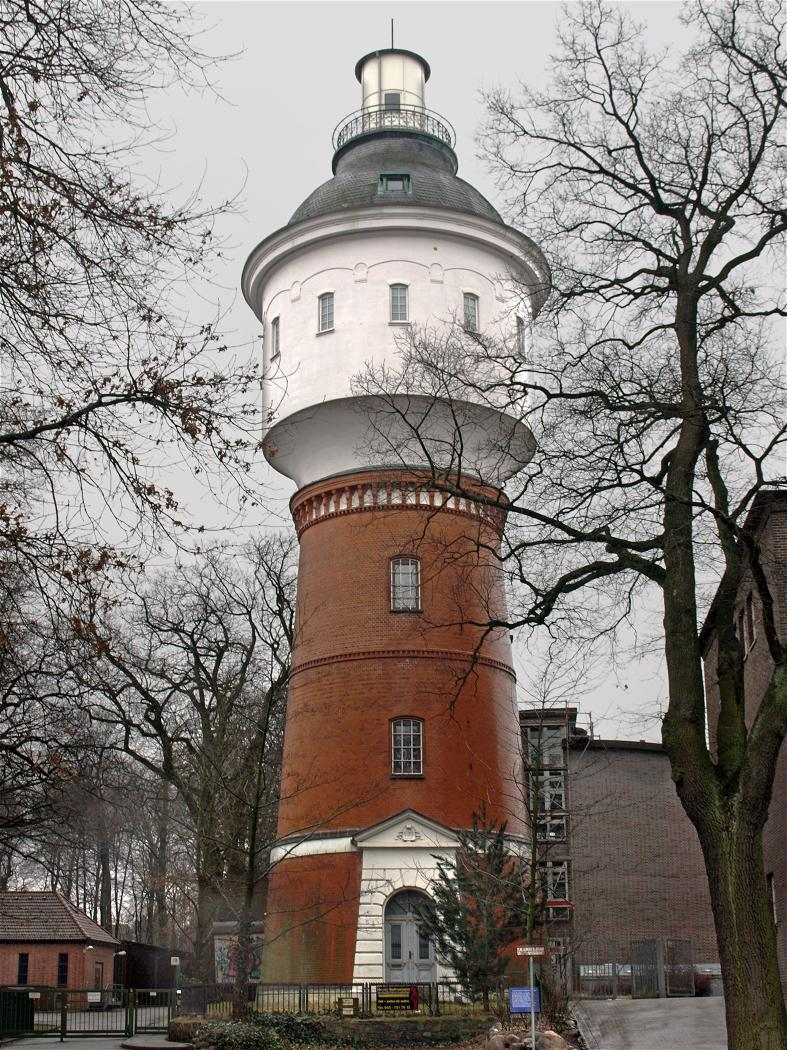
Bergedorfer Wasserturm
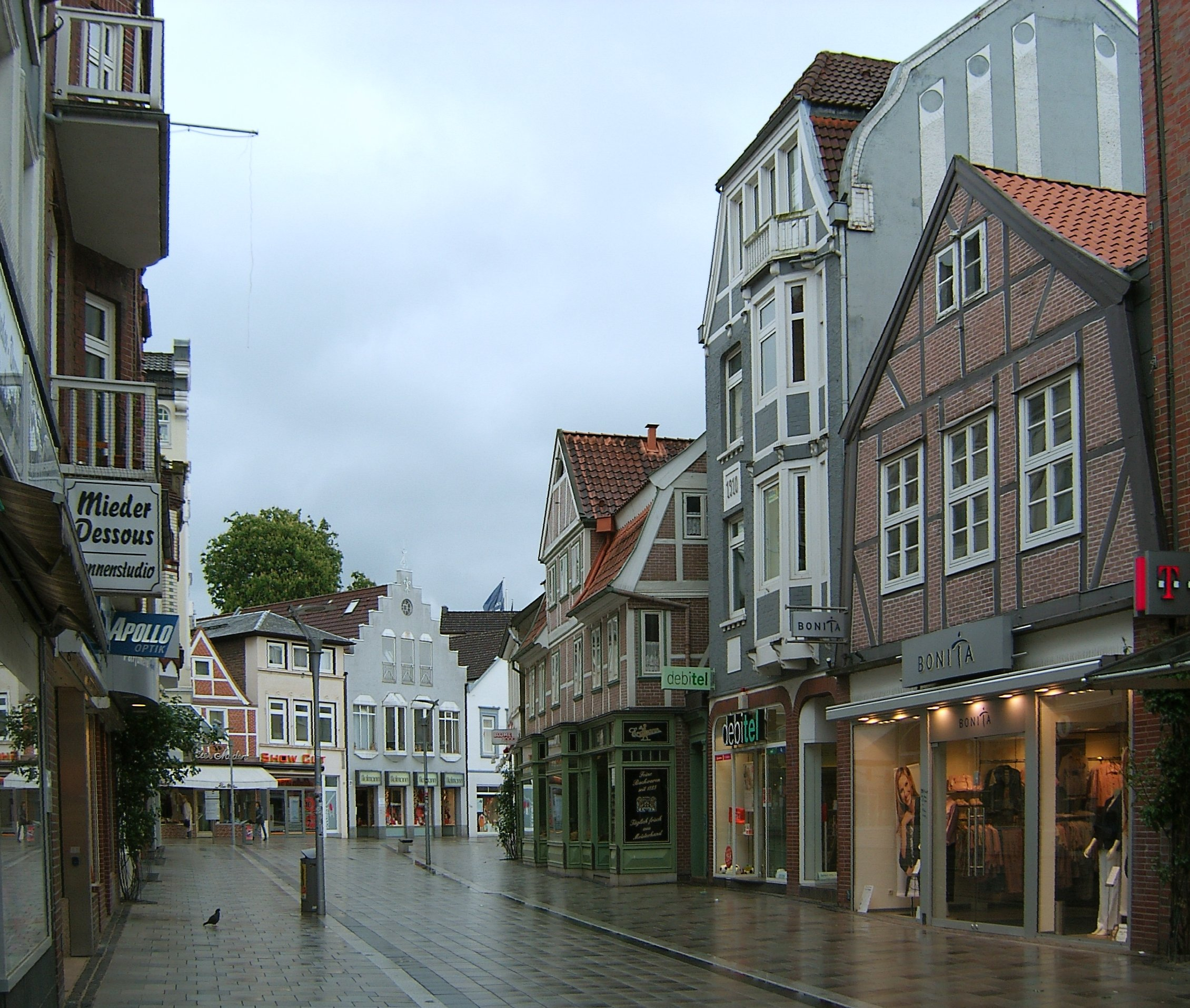
Fußgängerzone Sachsentor
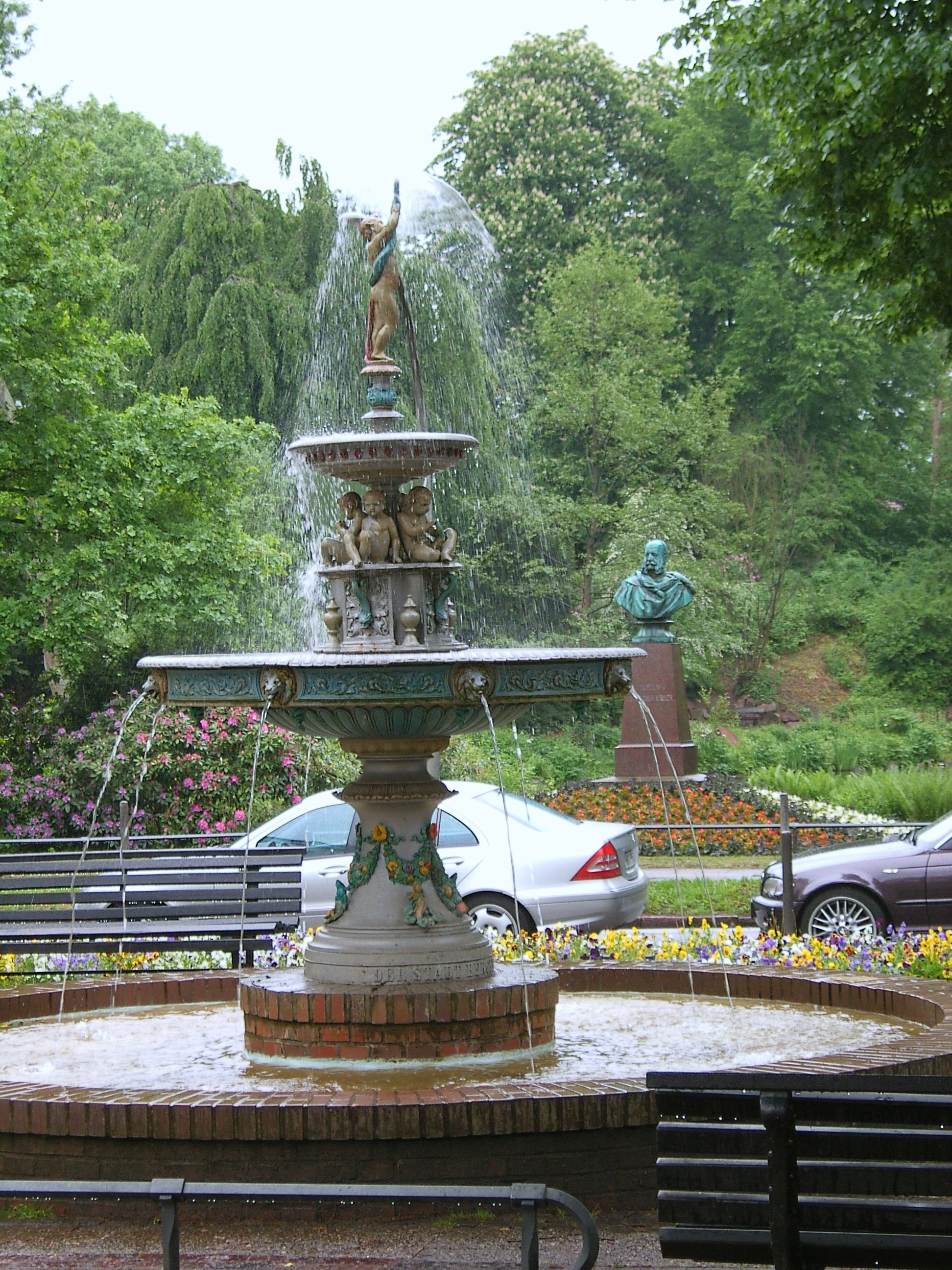
Brunnen auf dem Kaiser-Wilhelm-Platz mit Kaiser-Wilhelm-Denkmal im Hintergrund

### Kunst im öffentlichen Raum
- Bismarck-Denkmal von Karl Garbers im Schlosspark
- Kaiser-Wilhelm-Denkmal, Schlossstraße am Rande des Schlossparks[4]
- Johann-Adolf-Hasse-Büste von Gisela Varzandeh am Johann-Adolf-Hasse-Platz
- Skulpturenpark im Rathauspark und entlang der Schulenbrooksbek
- „Schaffender“ von Edwin Scharff am Hauni-Gelände

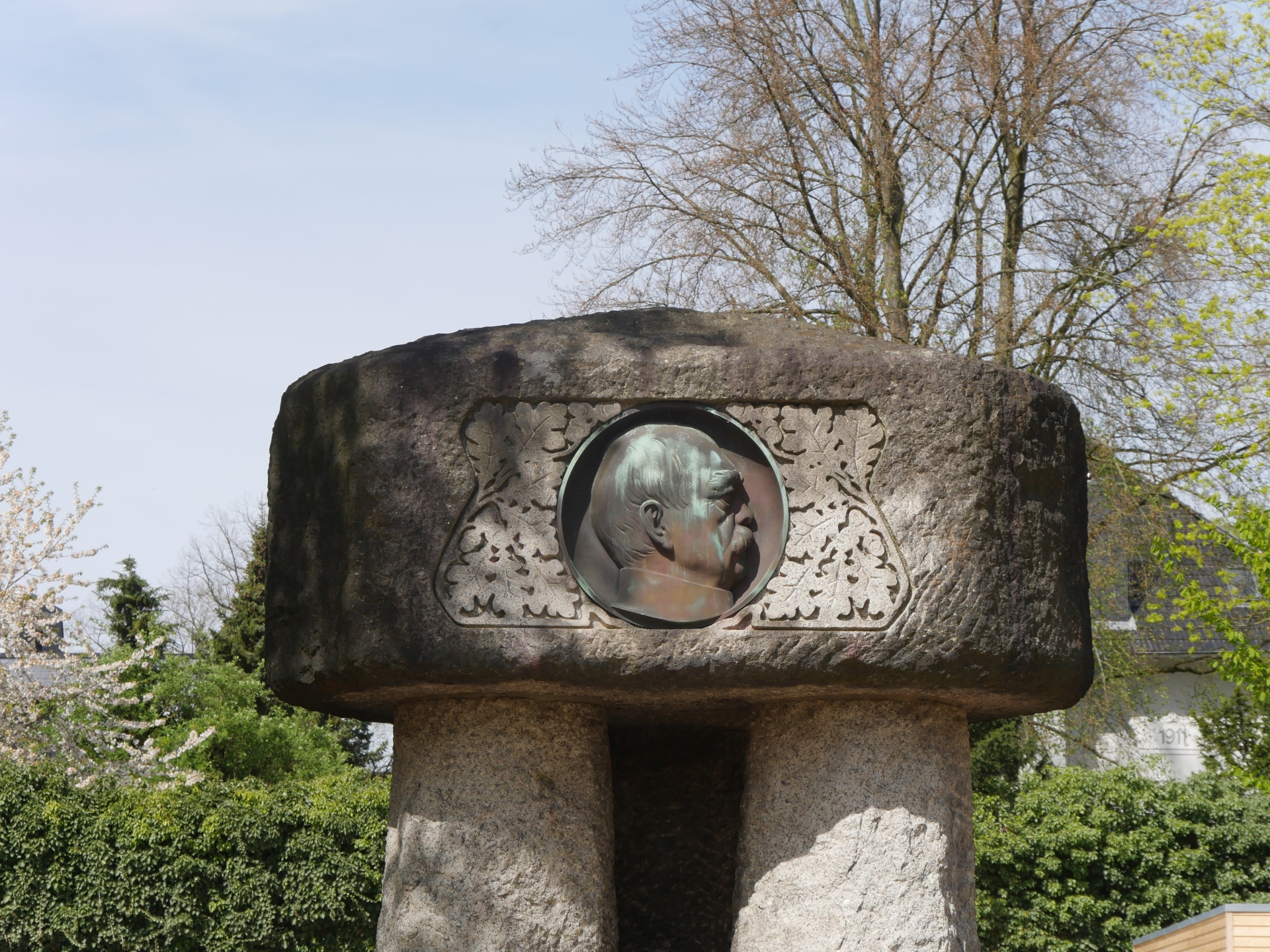
Bismarck-Denkmal
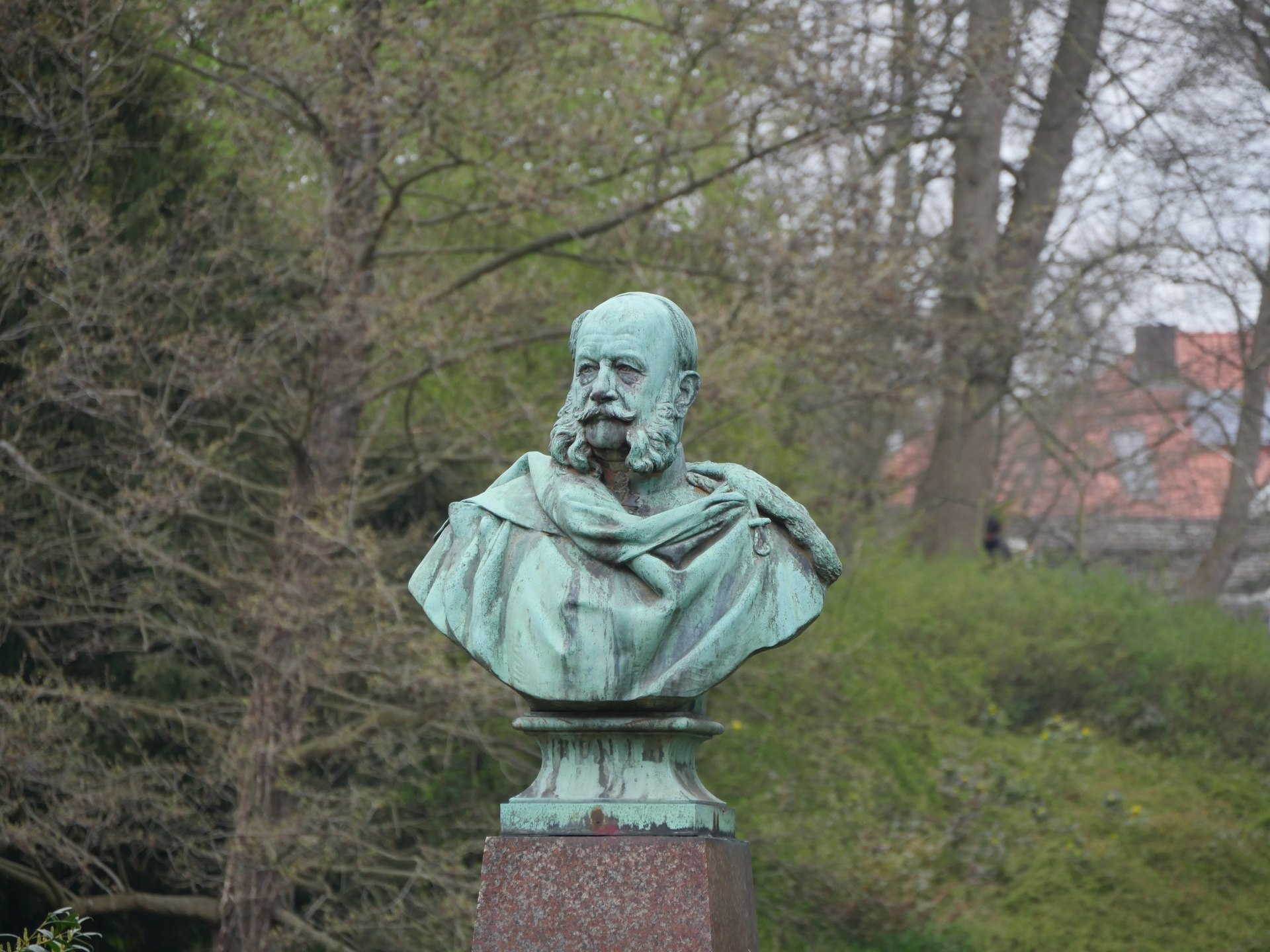
Kaiser-Wilhelm-Denkmal
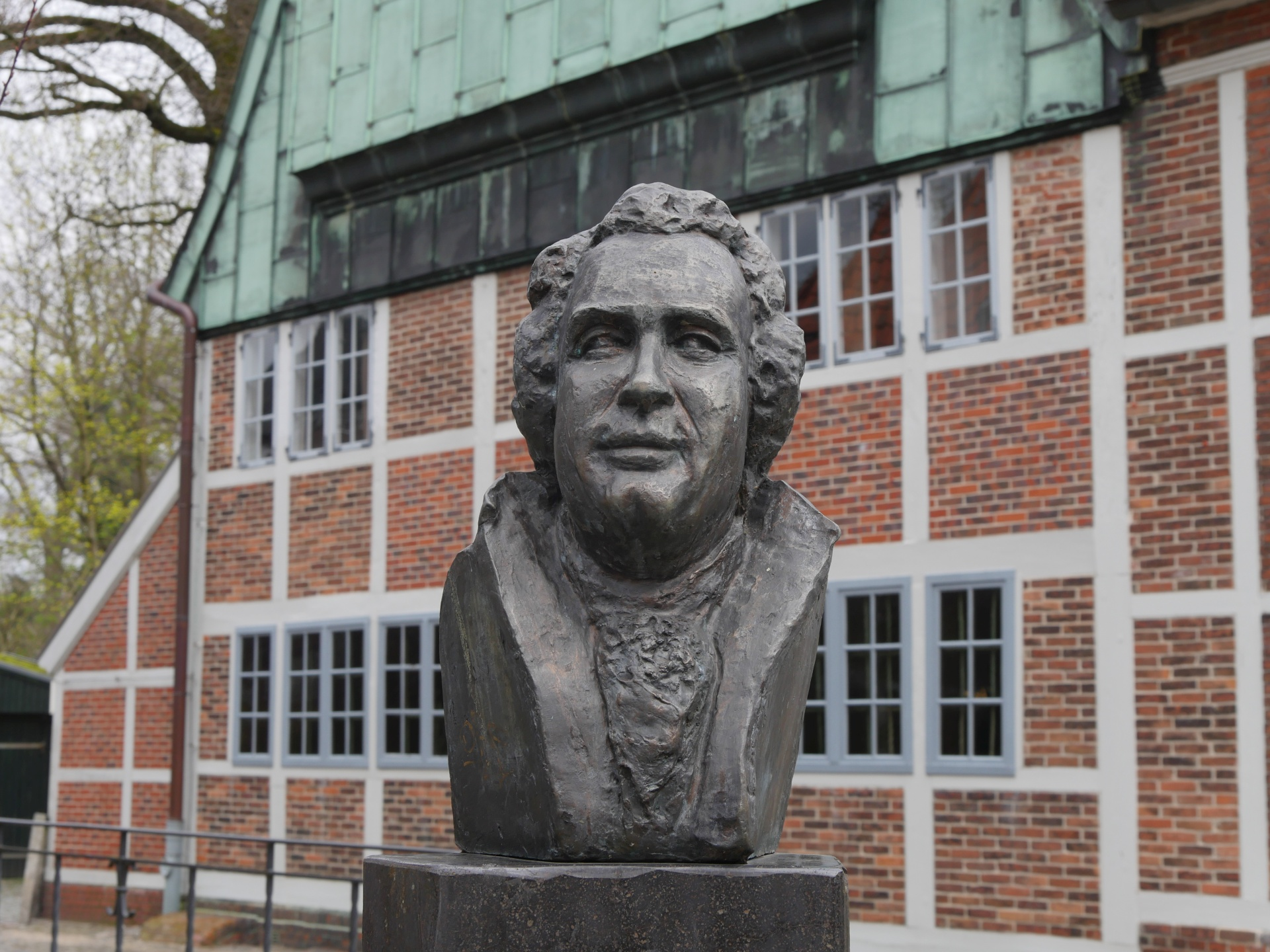
Johann-Adolf-Hasse-Büste
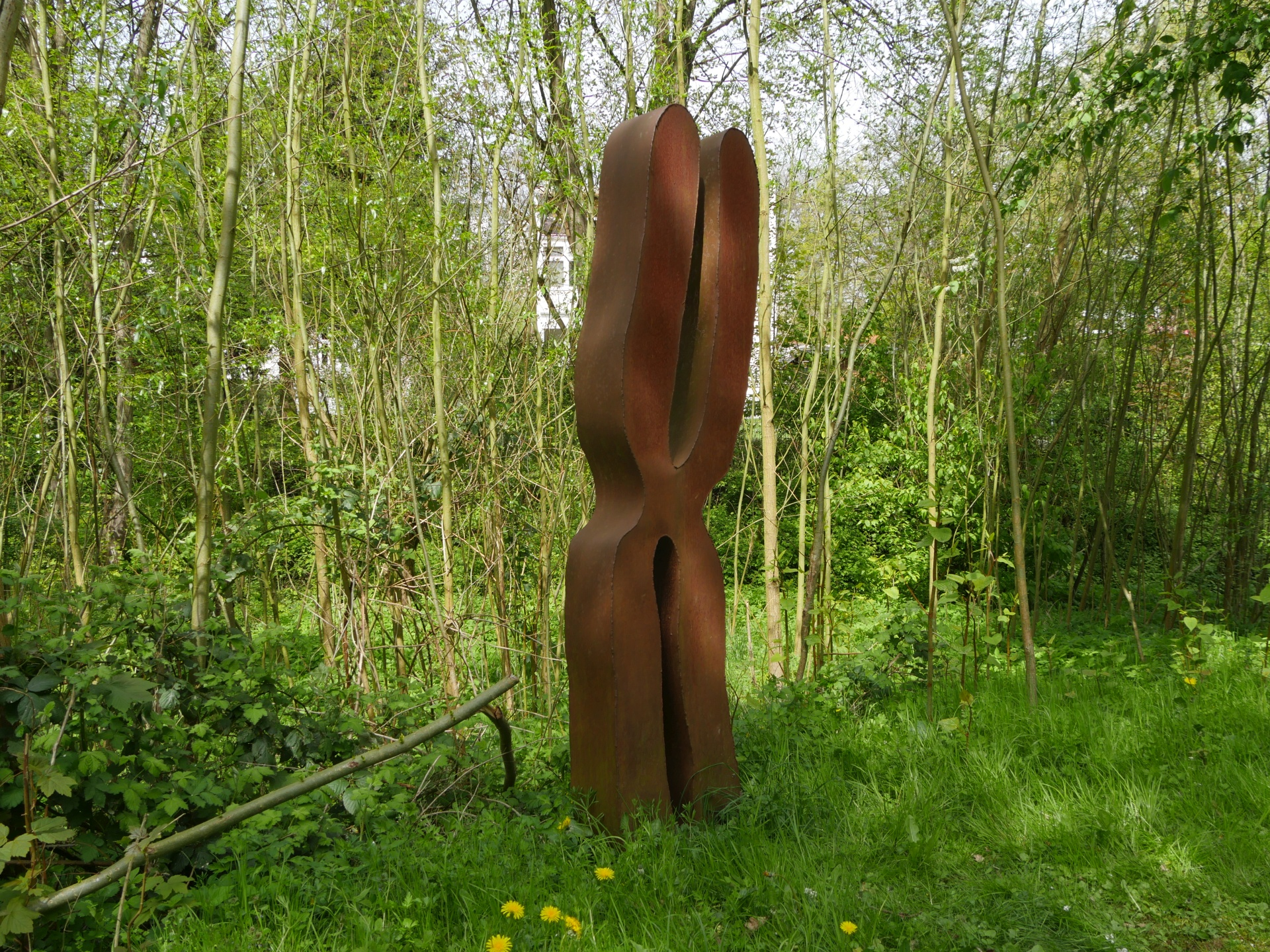
„Chromosom“ von Joachim Röderer im Skulpturenpark
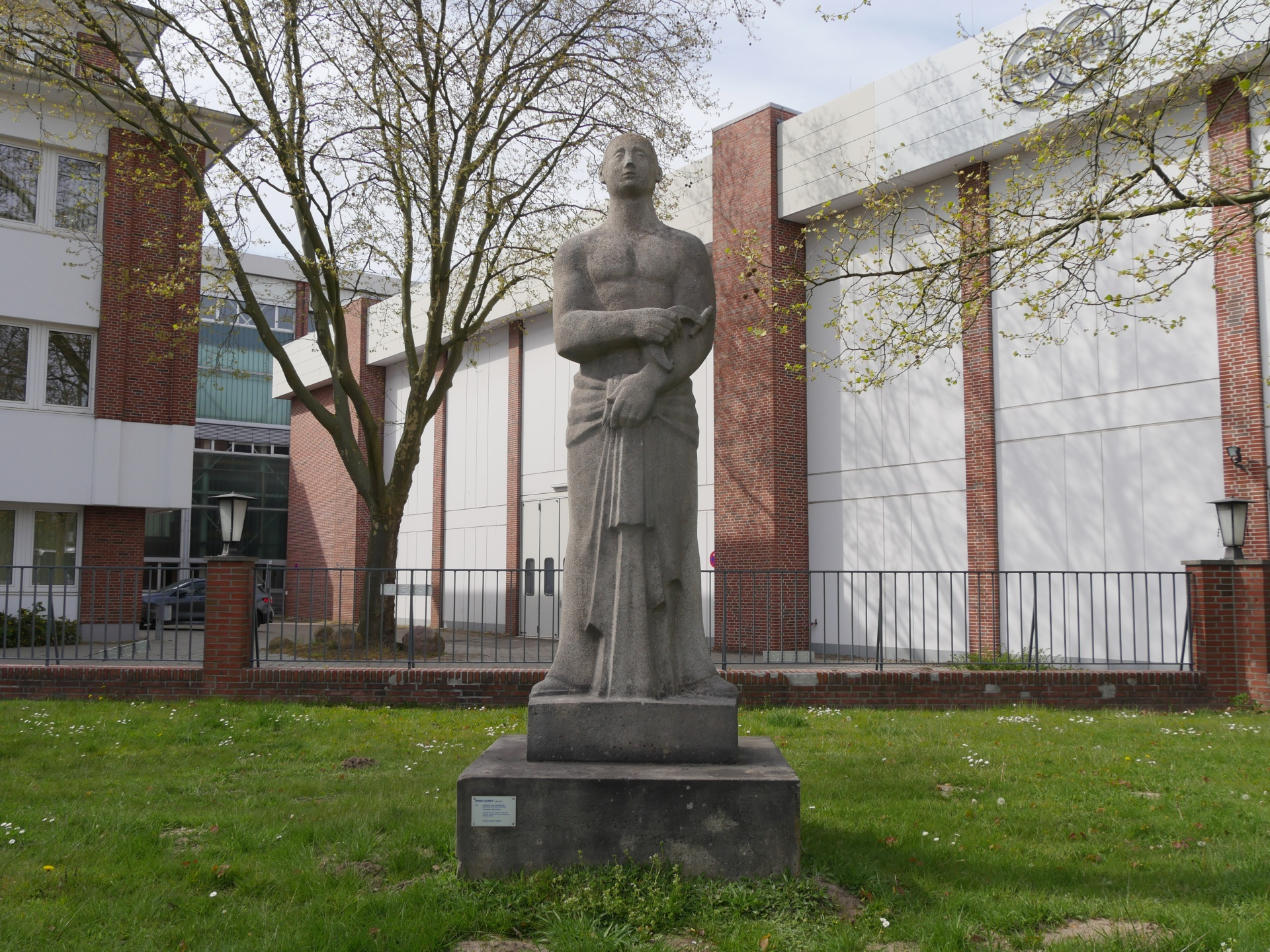
„Schaffender“ von Edwin Scharff

### Naturdenkmäler
Das Bergedorfer Gehölz ist ein rund zwei Quadratkilometer großer Wald zwischen dem Hamburger Stadtteil Bergedorf und der holsteinischen Gemeinde Wentorf.

### Friedhöfe in Bergedorf
- Alter Friedhof Bergedorf
- Neuer Friedhof Bergedorf: Auf ihm befindet sich auch die Sowjetische Kriegsgräberstätte Hamburg-Bergedorf für 651 sowjetische Kriegsgefangene aus dem KZ Neuengamme und die Deutsche Kriegsgräberstätte Hamburg-Bergedorf. Seit 2004 gibt es hier auch den Muslimischen Friedhof Bergedorf.

Ehemalige Friedhöfe in Bergedorf:
- Friedhof St. Michael Bergedorf
- Kirchhof an der St.-Petri-und-Pauli-Kirche Bergedorf[5]
- Jüdischer Friedhof Bergedorf

### Museumsbahn
Die Arbeitsgemeinschaft Geesthachter Eisenbahn e. V. unterhält an sechs Wochenenden im Jahr einen Museumsbahn-Betrieb mit der historischen Lok Karoline auf der Strecke der Bergedorf-Geesthachter Eisenbahn.

### Sternwarte
Der Astronom Johann Georg Repsold gründete 1825 auf der Bastion Henricus der Hamburger Wallanlagen nahe dem Millerntor eine private Sternwarte, die 1833 in ein Hamburger Staatsinstitut umgewandelt wurde. Heute befindet sich an diesem Ort das Museum für Hamburgische Geschichte. Wegen der zunehmenden Lichtverschmutzung in der Großstadt wurde die Sternwarte 1909 nach Bergedorf auf den Gojenberg umgesiedelt. 1912 wurde die dortige Hamburger Sternwarte eingeweiht und ist eine bedeutende historische astronomische Forschungseinrichtung. 1968 wurde die Sternwarte ein Universitätsstandort des Fachbereichs Physik der Universität Hamburg, gleichzeitig wurde sie in die Liste der Kultur- und Technikdenkmale aufgenommen. Seit dem 26. März 2011 ist ein Besucherzentrum mit angeschlossenem Café geöffnet. Hier bietet die Sternwarte regelmäßig öffentliche Himmelsbeobachtungen, Vorträge und Kurse an.

### Theater
Es gibt in Bergedorf zwei feste Theater.
Das BegegnungsCentrum Haus im Park in Hamburg-Bergedorf fördert die aktive Lebensgestaltung für Menschen ab 50 mit Angeboten für Bildung, Gesundheit, Freizeit und eigenes Engagement. Angegliedert ist das Theater Haus im Park.
Das Theater Am Neuen Weg wird bespielt von der Lohbrügger Bürgerbühne und befindet sich auf dem Gelände des Alten Bahnhofs. Die Lohbrügger Bürgerbühne (LBB) wurde 1967 als Neigungsgruppe im Bürgerverein Lohbrügge gegründet und ist seit 1997 ein eigenständiger eingetragener Verein. Sinn und Zweck der LBB ist das Theaterspielen, wobei aber die Erhaltung und Pflege der niederdeutschen Sprache an erster Stelle steht.
Im Jahr 1997 konnten sich die Mitglieder der LBB ihren großen Traum vom eigenen Theater erfüllen. Aus den alten „Probenhallen“ entstand das Theater am Neuen Weg mit zunächst 42 Plätzen. Aufgrund der großen Zuschauernachfrage wurde das Theater im Sommer 2005 auf 53 Plätze erweitert und mit neuer Bestuhlung ausgestattet.

### Kino
Das Hansa-Filmstudio in der Alten Holstenstraße ist das letzte in Bergedorf verbliebene Kino.

### Sport

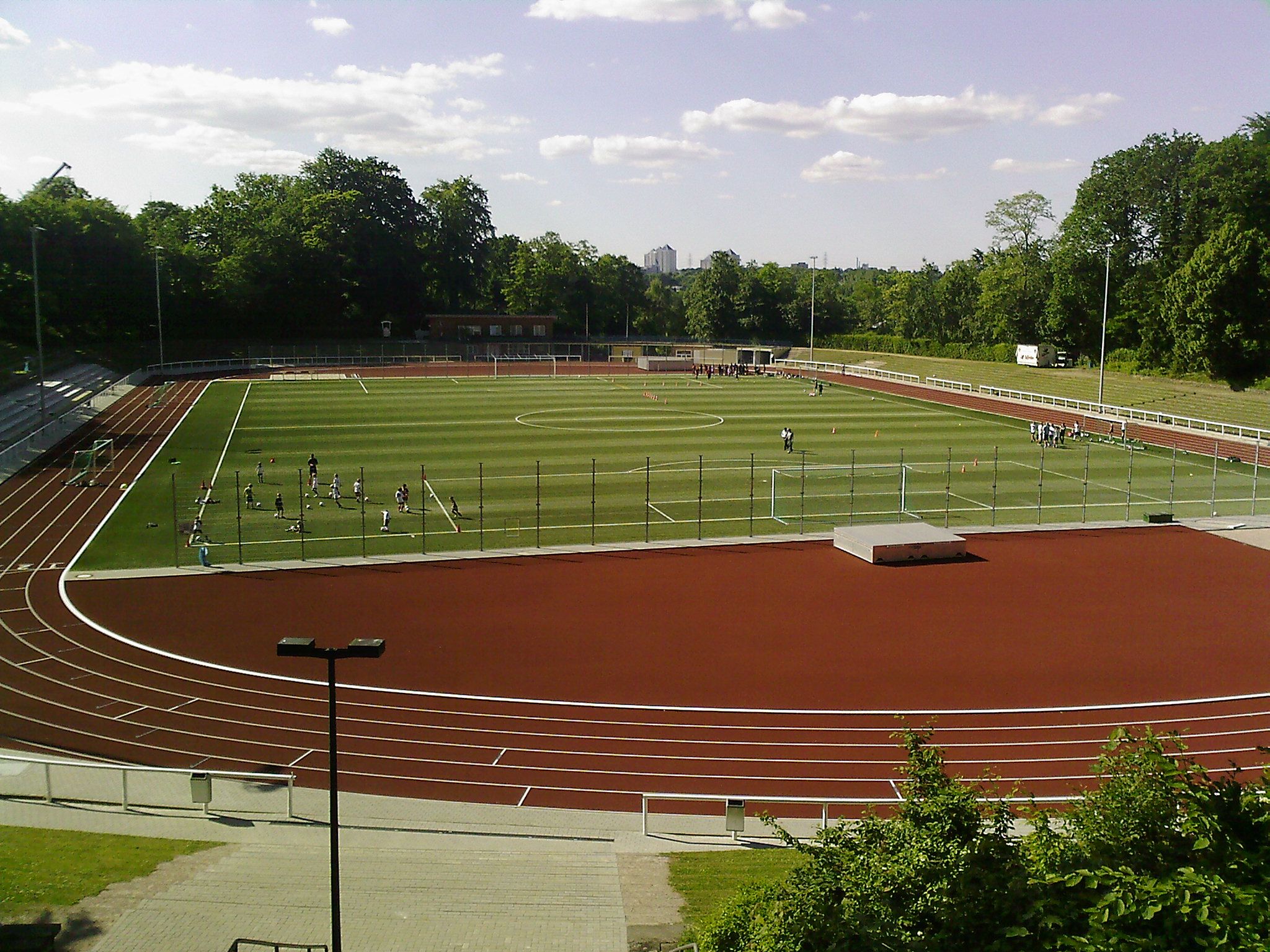
Billtalstadion

- In Bergedorf befindet sich mit dem Billtalstadion das zweitgrößte Stadion Hamburgs. Ebenfalls im Billtal ist die 1848 gegründete Bergedorfer Schützengesellschaft ansässig.
- In der Nähe des Bergedorfer Bahnhofs befindet sich das 2005 komplett neu errichtete Billebad.
- An den Sander Tannen ist der ASV Bergedorf 85 beheimatet. Die traditionsreiche Fußballabteilung des Vereins gründete im Juli 2009 den FC Bergedorf 85, dessen erste Mannschaft in der Oberliga Hamburg spielt.
- Die Sportvereinigung Polizei Hamburg ist mit ihrer Abteilung Bergedorf/Lohbrügge seit 1970 traditionell in den Bergedorfer Sportanlagen tätig. Hervorgegangen aus dem Jugendwerk unfallgeschädigter Kinder in der SV Polizei Hamburg steht die Abteilung inzwischen allen Altersgruppen in diversen Sportarten offen.
- Die TSG Bergedorf bietet unter dem Motto „Wir bewegen Bergedorf!“ auch Sportarten wie Rollstuhltanz an.[7]

## Wirtschaft und Infrastruktur

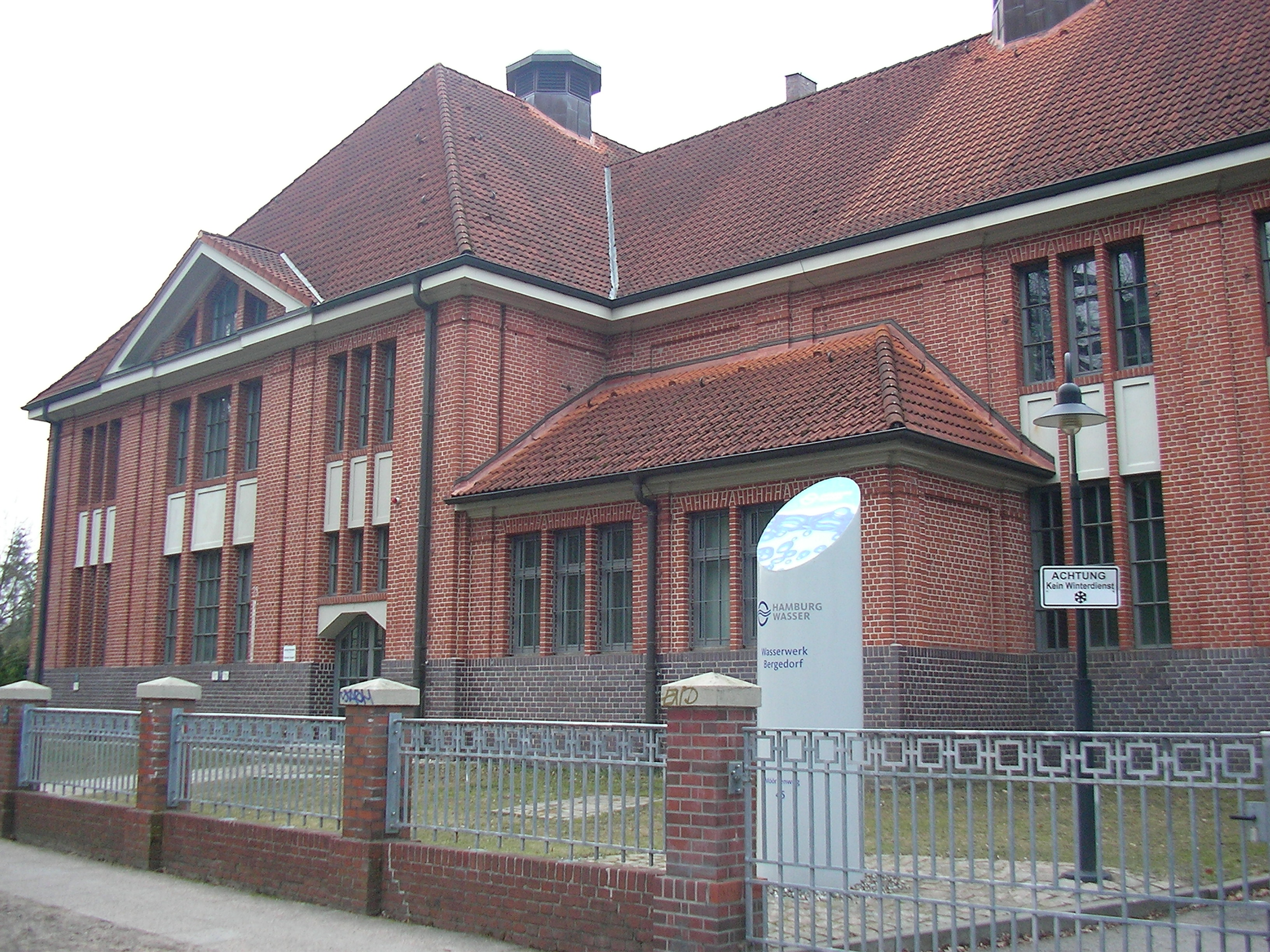
Wasserwerk Bergedorf

### Wirtschaft
Im Jahre 1899 ging das Wasserwerk im Billtal in Betrieb. Es fördert aus den fünf Brunnen, die in einer Tiefe von 53 bis 112 Metern liegen, täglich rund 7000 Tonnen Wasser. Die Versorgungsgebiete sind neben Teilen Bergedorfs die benachbarten Orte Reinbek und Wentorf. Das Wasserwerk wurde 1982 modernisiert.

### Verkehr

#### Schienenverkehr
An der Grenze zum benachbarten Stadtteil Lohbrügge befindet sich der Bahnhof Hamburg-Bergedorf.
- 1842 Eröffnung der Hamburg-Bergedorfer Eisenbahn, der ersten Bahnlinie Norddeutschlands
- 1846 Eröffnung der Berlin-Hamburger Eisenbahn
- 1906 Eröffnung der Bergedorf-Geesthachter Eisenbahn
- 1912 Eröffnung der Vierländer Eisenbahn nach Zollenspieker
- 1953 Betriebseinstellung auf der Bergedorf-Geesthachter Eisenbahn und der Vierländer Eisenbahn
- 1958 Elektrifizierung der Strecke Hamburg – Bergedorf für die Gleichstrom-S-Bahn
- 1969 Elektrifizierung der Strecke Bergedorf – Aumühle für die Gleichstrom-S-Bahn
- 1996 Elektrifizierung der Strecke Hamburg – Bergedorf – Berlin für den Fern- und Regionalverkehr

#### Straßenverkehr
Durch den Stadtteil führen zwei Bundesstraßen, die Bundesstraße 5 und die Bundesstraße 207.
Die B 5 ist die ehemalige Fernverkehrsstraße 5 (FVS 5) und Reichsstraße 5 (R 5) in Richtung Berlin, deren Straßennamen von West nach Ost lauten: Bergedorfer Straße, Holtenklinker Straße, Rothenhauschaussee. Die Länge auf dem Gebiet des Stadtteils Hamburg-Bergedorf beträgt etwa fünf Kilometer. Der Straßenname der B 207 von Nordost nach Südwest lautet: Wentorfer Straße. Die B 207 endet an der Kreuzung Mohnhof an der B 5. Die Länge auf dem Gebiet des Stadtteils Hamburg-Bergedorf beträgt etwa einen Kilometer.
Den öffentlichen Personennahverkehr mit Linienbussen betreiben die Verkehrsbetriebe Hamburg-Holstein innerhalb des Hamburger Verkehrsverbundes. Der zentrale Verknüpfungspunkt befindet sich am Bahnhof Bergedorf, wo ein neuer zentraler Omnibus-Bahnhof auf Bahnsteigebene gebaut wurde.

#### Schiffsverkehr
Ab dem Jahr 1208 wurde der Flusslauf der Bille im Bereich des heutigen hamburgischen Stadtteils Bergedorf mit einem Wehr aufgestaut und das Wasser dem späteren Schloßgraben zugeführt. Mit dem Abfluss zur Elbe ergab sich die Möglichkeit, Transporte auf dem Wasser  bis zum Hamburger Hafen und auch umgekehrt durchzuführen. Letztlich entstand dafür eine Hafenanlage in Bergedorfs Stadtmitte, örtlich als „Serrahn“ bezeichnet. Eine Schifffahrtslinie bietet regelmäßige Fahrten an und ein Förderverein führt zeitweilig Fahrten mit historischen Ewern durch.

### Bildung und Wissenschaft
Grundschulen:
- Grundschule Nettelnburg
- Grundschule Sander Straße
- Katholische Schule Bergedorf
- Schule Ernst-Henning-Straße
- Montessori-Schule Hamburg

Stadtteilschulen:
- Stadtteilschule Bergedorf
- Waldorfschule | Rudolf-Steiner-Schule Bergedorf (Kl. 1–Kl. 13)

Gymnasien:
- Das Hansa-Gymnasium wurde 1883 gegründet und ist seit 1914 in der Hermann-Distel-Straße ansässig.
- Das Luisen-Gymnasium wurde 1888 als private Höhere Mädchenschule gegründet und 1921 verstaatlicht. Nach dem 2. Weltkrieg wurde die Schule zu einem regulären Gymnasium.

Hochschulen/Erwachsenenbildung
- Fakultät Life Sciences der Hochschule für Angewandte Wissenschaften Hamburg

Der Bau der Fachhochschule an der Lohbrügger Kirchstraße wurde durch Gelder des Stifters Kurt A. Körber ermöglicht. Hier werden die Studiengänge hochschulübergreifendes Wirtschaftsingenieurwesen (HWI), Ökotrophologie und Naturwissenschaftliche Technik angeboten. Im Rahmen einer Hochschulreform wurde aus der Bergedorfer Fachhochschule und anderen Einrichtungen die Hochschule für Angewandte Wissenschaften Hamburg. Dabei wurde die Fachhochschule Bergedorf zur Fakultät Life Sciences. Jeweils im Herbst wird die „Kinderuni“ für junge Hörer im Alter von acht bis zwölf Jahren ausgerichtet.
- Universität Hamburg Standorte Bergedorf und Lohbrügge

In Bergedorf ist ein Standort des Fachbereichs Physik für Astronomie und Astrophysik auf dem Gelände der Bergedorfer Sternwarte. Angrenzend an den Stadtteil Bergedorf befindet sich in Lohbrügge das Institut der Universität Hamburg für Holzwissenschaften des Fachbereichs Biologie.
- Berufliche Schule Chemie, Biologie, Pharmazie, Agrarwirtschaft (BS 06)

An der Berufsschule BS 06 können unter anderem die Ausbildungen für die Abschlüsse Biologisch-technische Assistenz (BTA), Chemisch-technische Assistenz (CTA), Pharmazeutisch-technische Assistenz (PTA), Chemielaborant, Pharmazeutisch-kaufmännische Angestellte (PKA), Floristen und Gärtner absolviert werden.
- Berufliche Schule Wirtschaft, Verkehrstechnik und Berufsvorbereitung - Bergedorf (BS 07)

Die Berufsschule BS 07 bietet die Ausbildungen für Personaldienstleistung-Kaufleute, Kaufleute für Büromanagement und Eisenbahner im Betriebsdienst an. Zudem werden Ausbildungs- und Berufsvorbereitungen angeboten.

## Persönlichkeiten
- Johann Adolph Höltich (1641–1704), Jurist, geboren in Bergedorf
- Franz Heinrich Höltich (1643–1676), Jurist und Syndikus, geboren in Bergedorf
- Johann Adolph Hasse (1699–1783), Komponist
- Dietrich Gottfried Lamprecht (1726–1798), Jurist und Ratsherr der Hansestadt Lübeck, geboren in Bergedorf
- Nicolaus Binder (1738–1799), Jurist und Ratsherr der Hansestadt Lübeck, geboren in Bergedorf
- Dietrich Wilhelm Soltau (1745–1827), Schriftsteller und Übersetzer, geboren in Bergedorf
- Heinrich Rathmann (1750–1821), Pädagoge, Historiker, evangelischer Pfarrer
- Johann Gottfried Misler (1758–1829), deutscher Jurist und Diplomat, gestorben in Bergedorf
- Carsten Wilhelm Soltau (1767–1836), Präses der Handelskammer Hamburg, Oberalter und Stellvertretender Bürgermeister von Hamburg, geboren in Bergedorf
- Nikolaus Daniel Hinsche (1771–1848); Bürgermeister in Bergedorf und Schriftsteller, in Bergedorf gestorben
- Friedrich Chrysander (1826–1901), Händel-Forscher, Händel-Gesamtausgabe, gestorben in Bergedorf
- Justus Brinckmann (1843–1915), Gründungsdirektor des Museums für Kunst und Gewerbe, gestorben in Bergedorf
- Georg Hulbe (1851–1917), Buchbinder und Leder-Kunsthandwerker, Erbauer des Hulbe-Hauses
- Ida Boy-Ed (1852–1928), Schriftstellerin, geboren in Bergedorf
- Henny Deppermann (1860–1942), Malerin und Illustratorin, geboren in Bergedorf
- Ferdinand Pfohl (1862–1949), Musikschriftsteller und Komponist, gestorben in Bergedorf
- Rudolf Chrysander (1865–1950), Leibarzt und Privatsekretär von Otto v. Bismarck
- Hermann Distel (1875–1945), Architekt, gestorben in Bergedorf
- Heinrich Rüter (1877–1955), Maler, geboren in Bergedorf
- Bernhard Schmidt (1879–1935), Astronom, gestorben in Bergedorf
- Anton Aloys Timpe (1882–1959), Mathematiker
- Mina Amann (1893–1966), Gewerkschafterin und Politikerin (CDU), war im Widerstand gegen den Nationalsozialismus tätig
- Hans Speckter (1901–1967), Architekt und Ingenieur
- Walter Nissen (1908–1993), Archivar, geboren in Bergedorf
- Kurt A. Körber (1909–1992), Unternehmer und Stifter
- Hulda Rautenberg (1913–2002), Lehrerin, Sekretärin, Journalistin und Autorin
- Hubert Blaine Wolfeschlegelsteinhausenbergerdorff, Sr. (1914–1997), Namensrekordinhaber
- Leopold Sievers (1917–2009), Reporter und Schriftsteller
- Oswald Paulig (1922–2006), Konsumgenossenschafter und Politiker
- Egon Boldt (1926–2003), Gewerkschaftler und Politiker
- Klaus-Jürgen Müller (1930–2011), Historiker
- Dieter Meyer (* 1940), Fußballspieler
- Werner Hackmann (1947–2007), Politiker und Sportfunktionär
- Lutz Schulenburg (1953–2013), Verleger
- Britta Schlage (* 1956), Politikerin und Richterin
- Michael F. Huse (* 1957), Filmregisseur
- Jens J. Meyer (* 1958), Maler, Objekt- und Installationskünstler
- Frank Appel (* 1961), Manager, Vorstandsvorsitzender der Deutschen Post
- Olaf Christen (1961–2020), Agrarwissenschaftler
- Jörg Pilawa (* 1965), Fernsehmoderator
- Maren Eggert (* 1974), Schauspielerin
- Biggi Bardot (* 1980), Erotikmodel und Sängerin
- Martin Harnik (* 1987), Fußballspieler
- Dennis Daube (* 1989), Fußballprofi beim 1. FC Union Berlin
- Zhi Gin Lam (* 1991), Fußballspieler
- Chris Tall (* 1991), Comedian
- Julia Barth-Dworzynski (* 1995), Politikerin, Mitglied der Hamburgischen Bürgerschaft